# Ligne 1 du métro léger de Tunis
La ligne 1 du métro léger de Tunis est une ligne du métro léger de Tunis mise en service en 1985 et qui relie la place de Barcelone à Ben Arous.
Comme toutes les lignes, la ligne 1 est gérée par la Société des transports de Tunis, aussi connue sous le nom commercial de Transtu, entreprise publique de transport née en 2003 de la fusion entre la Société du métro léger de Tunis (SMLT fondée en 1981) et la Société nationale de transports (SNT fondée en 1963).

## Historique
Les travaux de la ligne 1 commencés en 1981 s'achèvent avec la mise en service de la ligne (vers Ben Arous) en 1985. La réalisation de la connexion entre des lignes d'autobus et la ligne 1 à la station d'El Ouardia intervient un an plus tard, en 1986.

## Caractéristiques

### Ligne
La ligne 1 est la ligne la plus courte avec seulement onze stations et une longueur de 5,5 kilomètres.
| Logo | Parcours                       | Mise en service | Dernier prolongement | Longueur en km | Nombre de stations | Matériel |
| ---- | ------------------------------ | --------------- | -------------------- | -------------- | ------------------ | -------- |
|      | Place de Barcelone ↔ Ben Arous | 1985            | 1986                 | 5,5            | 11                 | Siemens  |

### Stations
| Ligne |   | Stations              | Coordonnées géographiques    | Délégation     | P+R | Correspondances |
| ----- | - | --------------------- | ---------------------------- | -------------- | --- | --------------- |
|       | ■ | Place de Barcelone    | 36° 47′ 46″ N, 10° 10′ 50″ E | Bab El Bhar    |     | + GT            |
|       | • | Bab Alioua            | 36° 47′ 09″ N, 10° 10′ 47″ E | Sidi El Béchir |     |                 |
|       | • | Mohamed-Manachou      | 36° 46′ 56″ N, 10° 10′ 47″ E | Sidi El Béchir |     |                 |
|       | • | 13-Août               | 36° 46′ 30″ N, 10° 10′ 45″ E | Sidi El Béchir |     |                 |
|       | • | Mohamed Ali           | 36° 46′ 04″ N, 10° 11′ 02″ E | El Ouardia     |     |                 |
|       | • | El Kabaria            | 36° 45′ 35″ N, 10° 11′ 26″ E | El Kabaria     |     |                 |
|       | • | Ibn Sina              | 36° 45′ 15″ N, 10° 11′ 38″ E | El Kabaria     |     |                 |
|       | • | El Ouardia VI         | 36° 45′ 15″ N, 10° 11′ 57″ E | El Kabaria     |     |                 |
|       | • | Cité Ennour           | 36° 45′ 05″ N, 10° 12′ 17″ E | El Kabaria     |     |                 |
|       | • | Abou El Kacem Echebbi | 36° 45′ 09″ N, 10° 12′ 53″ E | Ben Arous      |     |                 |
|       | ■ | Ben Arous             | 36° 45′ 20″ N, 10° 13′ 13″ E | Ben Arous      |     |                 |